# バレーボールミャンマー男子代表
バレーボールミャンマー男子代表は、バレーボールの国際大会で編成されるミャンマーの男子バレーボールナショナルチームである。

## 歴史
国名がビルマだった当時の1961年に国際バレーボール連盟へ加盟。U-185世界大会（身長185cm以下の選手を対象とした大会）や東南アジア競技大会に出場歴のあるナショナルチームである。初出場を果たした2009年アジア選手権では10位と健闘し、2010年1月付のFIVBランキングを61位へと上昇させた。

## 過去の成績

### オリンピックの成績
- 出場なし

### 世界選手権の成績
- 出場なし

### アジア選手権の成績
- 2009年 - 10位